# Susanne Hochuli
Pour les articles homonymes, voir Hochuli.
 (novembre 2022).
Si vous disposez d'ouvrages ou d'articles de référence ou si vous connaissez des sites web de qualité traitant du thème abordé ici, merci de compléter l'article en donnant les références utiles à sa vérifiabilité et en les liant à la section « Notes et références ».
Susanne Hochuli, née le 26 août 1965 et originaire de Reitnau, est une personnalité politique suisse membre des Verts.

## Biographie
Susanne Hochuli est d'abord maîtresse de crèche, puis journaliste, puis travaille dans la ferme de ses parents.
En 2004, Susanne Hochuli devient membre du Grand Conseil du canton d'Argovie.
Le 30 novembre 2008, elle est élue avec 70 751 voix pour quatre ans au Conseil d'État du canton d'Argovie. Le 1er avril 2009, elle devient officiellement conseillère d'État et est responsable du département de la Santé et des Affaires sociales. Le 28 mars 2012, elle est choisie par le Conseil d'État du canton d'Argovie comme Landaman (présidente du Conseil d'État) pour 2012/2013. En 2016, elle obtient un nouveau mandat de Landaman.
En 2017, elle est nommée présidente de la fondation pour la protection des patients SPO.